# Asociación Mexicana de Ciencia Ficción y Fantasía
AMCyF son las siglas de la Asociación Mexicana de Ciencia Ficción y Fantasía A. C. Creada para promover todas las formas del arte fantástico en México, a través de conferencias, congresos y concursos, publicaciones, vínculos con instituciones similares en el país y el extranjero, y la promoción de investigaciones dentro de sus campos de interés.
De acuerdo con los Estatutos, hay tres clases de socios o asociados: fundadores, activos y honorarios. Los socios fundadores son los que firmaron el Acta Constitutiva y la primera Acta de Asamblea de la AMCYF en diciembre de 1992. Los socios activos son todos los mayores de 18 años que hagan llegar su solicitud a la Mesa Directiva, y paguen su cuota de inscripción. Los socios honorarios son aquellas personas, nacionales o extranjeras, reconocidas por la Mesa Directiva por su colaboración con la AMCYF.

## Historia
La AMCyF fue fundada el 9 de diciembre de 1992 en la Ciudad de México por un grupo de escritores y aficionados a la ciencia ficción, la fantasía y el terror, como resultado de las discusiones en la Convención de Ciencia Ficción y Fantasía llevada a cabo en Tamaulipas en ese año.
AMCyF lanzó y mantuvo durante varios años el «Premio Kalpa de Cuento de Ciencia Ficción y Fantasía», en el que lectores y escritores nominaron los mejores cuentos cada año y la decisión se tomaba mediante votación de los escritores.
La AMCyF ha participado además en la realización de encuentros, convenciones, talleres literarios y otras actividades cuyo objetivo ha sido la promoción, estudio, conocimiento y divulgación de la ciencia ficción mexicana.

### Antecedentes
Antes de la AMCyF, existieron otras dos organizaciones similares en México, ahora desaparecidas: en los años 60 se creó el Club de Ciencia Ficción y Fantasía dirigido por René Rebetez y Alejandro Jodorowsky y, en los años 1970, «PROBA, Sociedad Mexicana de Ciencia Ficción».

### Socios Fundadores
- José Luis Zárate.
- Gerardo Horacio Porcayo.
- Mauricio-José Schwarz.
- Gonzalo Martré.
- Celine Armenta.
- Héctor Chavarría.
- Guillermo Farber.
- Guillermo Lavín.
- Mario Méndez Acosta.
- Fernando Morales.
- Federico Schaffler.
- Paco Ignacio Taibo II.
- Gabriel Trujillo Muñoz.

### Directivas anteriores

#### 2004-2006
- Miembros:
  - Presidente: Miguel Ángel Fernández Delgado.
  - Vicepresidente: José Vázquez Álvarez Icaza (fallecido).
  - Secretario de artes plásticas: Mario Gallardo.

#### 2002-2004
- Miembros:
  - Presidente: Miguel Ángel Fernández Delgado.
  - Vicepresidente: José V. A. Icaza.
  - Secretario: Jorge Sánchez Quintero.
  - Prosecretario: Francisco Calleja.
  - Prosecretario: Jorge Martínez Villaseñor.
  - Tesorero: Aldo Alba.
  - Secretario de Comunicación Interna: José Luis Zárate.
  - Secretario de Relaciones Editoriales: Héctor Chavarría.

#### 2000-2002
- Miembros:
  - Presidente: Federico Schaffler.
  - Vicepresidente: Héctor Chavarría.
  - Secretario: Gabriel Trujillo.
  - Prosecretario: Jesús DeLeón-Serratos.
  - Tesorero: Jorge Cubría.
  - Protesorera: Laura Michel.
  - Coordinador de Relaciones Internacionales: Mauricio-José Schwarz.
  - Coordinador de Proyectos Editoriales: Guillermo Lavín.
  - Coordinador del Órgano interno de difusión: José Luis Velarde.
  - Cronista de la AMCyF: Miguel Ángel Fernández Delgado.
  - Coordinador de Relaciones Interinstitucionales: Jorge Eduardo Álvarez.
  - Coordinador de Difusión: Marcos Rodríguez Leija.
  - Webmaster de la Página de la AMCyF: Gabriel Benítez.
  - Vocales: Alberto Chimal, Gabriel González Meléndez, Andrés Tonini y Gerardo Sifuentes.

#### 1998-2000[1]
- Miembros:
  - Presidente: Salomón Bazbaz.
  - Vicepresidente: Gerardo Horacio Porcayo.
  - Secretario: Aldo M. Alba.
  - Tesorero: Jorge Cubría.

#### 1996-1998[2]
- Miembros:
  - Presidente: Gonzalo Martré.
  - Vicepresidente: Héctor Chavarría.
  - Secretario: Jorge Cubría.
  - Sec. de relaciones internacionales: Salomón Bazbaz.
  - Sec. de relaciones cibernéticas: Mauricio-José Schwarz.
  - Secretario técnico: Gerardo Horacio Porcayo.
  - Prosecretaria: Blanca Martínez.
  - Sec.de difusión: Bernardo Fernández.
  - Vocal: José Luis Zárate.

#### 1992-1995
- Miembros:
  - Presidente: Federico Schaffler.
  - Vicepresidente: Mauricio-José Schwarz.

### Convenciones
A la fecha, se han realizado tres convenciones, pero las dos primeras se organizaron antes de que se formara legalmente la asociación:

#### ConPuebla
- Sede: Puebla, Puebla.
- Año: 1991 o 1986.

#### ConLaredo
- Sede: Nuevo Laredo, Tamaulipas.
- Año: 1992.
- Resalta: Se organiza la fundación de la AMCYF.

#### III Convención de la AMCyF "AlfredoCardona Peña, In Memoriam"
- Sede: Centro cultural "Raul Anguiano", Coyoacán, México, D.F.
- Año: 1997.
- Resalta: Única con memorias.

## Premios
A lo largo de sus casi diez años, la AMCyF se ha preocupado por promover la literatura fantástica convocando a los escritores a diversos premios. Para ver la lista de ganadores, ir a Ciencia ficción mexicana

### El Huevo - AMCYF - Minotauro
Convocado en conjunto con la revista El Huevo, y Minotauro, sello del Grupo Editorial Planeta.

### Sizigias
El premio toma su nombre del que es considerado el primer cuento de ciencia ficción escrito en México: Sizigias y cuadraturas lunares ajustadas al meridiano de Mérida de Yucatán por un anctítona o habitador de la luna, y dirigidas al bachiller don Ambrosio de Echeverría, entonador de kyries funerales en la parroquia del Jesús de dicha ciudad, y al presente profesor de logarítmica en el pueblo de María de la península de Yucatán, para el año del señor de 1775 del Fraile franciscano Manuel Antonio de Rivas.
Se convocó en colaboración con el «Círculo Puebla de Ciencia Ficción y Divulgación Científica» y tuvo 4 ediciones (2001-04). Se premiaba anualmente a la mejor obra publicada de géneros alternativos en español.

### Charrobot
El premio fue creado por iniciativa de Gonzalo Martré siendo presidente de la asociación y tuvo una sola emisión en 1997.

### Kalpa
El Kalpa debe su nombre al poema homónimo de Amado Nervo. Durante su primera época (1992-1994) se convocó en colaboración con el CONACULTA y la revista Tierra Adentro. En la segunda época (1996-1999) la convocatoria se hizo en conjunto con la Universidad Autónoma Metropolitana. No se convocó en 1995.
Se caracterizaba porque el premio lo decidían los propios escritores del género, mediante votación abierta. En la primera época el premio consistía en una escultura de  Sebastián Archivado el 5 de diciembre de 2006 en Wayback Machine..